# جین‌جین و راکی
جین‌جین و راکی (کره‌ای: 진진 & 라키؛ انگلیسی: Jinjin & Rocky) دومین زیرگروه رسمی گروه پسرانهٔ کره‌ای آسترو بود. این گروه دونفره در سال ۲۰۲۲ توسط فنتجیو شکل گرفت و متشکل از دو عضو آسترو بود: جین‌جین و راکی. نخستین آلبوم چندآهنگهٔ گروه با نام ری‌استور در ۱۷ ژانویه ۲۰۲۲ منتشر شد.